# Jonathan Palmer
Jonathan Palmer,  britanski dirkač Formule 1, * 7. november 1956, London, Anglija, Združeno kraljestvo.
Jonathan Palmer je upokojeni angleški dirkač Formule 1. Debitiral je v sezoni 1983, ko je dobil priložnost le na eni dirki za Veliko nagrado Evrope in dosegel trinajsto mesto. Prve točke je osvojil v sezoni 1987 s petim mestom na Veliki nagradi Monaka, na zadnji dirki sezone za Veliki nagradi Avstralije pa je dosegel četrto mesto, rezultat kariere. Sezono 1987 je končal na enajstem mestu v prvenstvu, toda bil je najuspešnejši dirkač z atmosferskim motorjem dirkalnika. V sezoni 1988 je osvojil še tri uvrstitve v točke, v sezoni 1989 dve, nato pa se je upokojil.

## Popolni rezultati Formule 1
(legenda) (odebeljene dirke pomenijo najboljši štartni položaj, poševne pa najhitrejši krog, †-uvrščen kljub odstopu)
| Leto | Moštvo                      | Šasija         | Motor               | 1       | 2       | 3       | 4       | 5       | 6       | 7       | 8        | 9       | 10      | 11      | 12      | 13      | 14      | 15      | 16      | Prv | Toč |
| ---- | --------------------------- | -------------- | ------------------- | ------- | ------- | ------- | ------- | ------- | ------- | ------- | -------- | ------- | ------- | ------- | ------- | ------- | ------- | ------- | ------- | --- | --- |
| 1983 | TAG Williams Team           | Williams FW08C | Cosworth V8         | BRA     | ZZDA    | FRA     | SMR     | MON     | BEL     | VZDA    | KAN      | VB      | NEM     | AVT     | NIZ     | ITA     | EU 13   | JAR     |         | -   | 0   |
| 1984 | Skoal Bandit Formula 1 Team | RAM 01         | Hart Straight-4     | BRA 8   | JAR Ret |         |         |         |         |         |          |         |         |         |         |         |         |         |         | -   | 0   |
| 1984 | Skoal Bandit Formula 1 Team | RAM 02         | Hart Straight-4     |         |         | BEL 10  | SMR 9   | FRA 13  | MON DNQ | KAN     | VZDA Ret | ZDA Ret | VB Ret  | NEM Ret | AVT 9   | NIZ 9   | ITA Ret | EU Ret  | POR Ret | -   | 0   |
| 1985 | West Zakspeed Racing        | Zakspeed 841   | Zakspeed Straight-4 | BRA     | POR Ret | SMR DNS | MON 11  | KAN     | VZDA    | FRA Ret | VB Ret   | NEM Ret | AVT Ret | NIZ Ret | ITA     | BEL     | EU      | JAR     | AVS     | -   | 0   |
| 1986 | West Zakspeed Racing        | Zakspeed 861   | Zakspeed Straight-4 | BRA Ret | ŠPA Ret | SMR Ret | MON 12  | BEL 13  | KAN Ret | VZDA 8  | FRA Ret  | VB 9    | NEM Ret | MAD 10  | AVT Ret | ITA Ret | POR 12  | MEH 10  | AVS 9   | -   | 0   |
| 1987 | Data General Team Tyrrell   | Tyrrell DG016  | Cosworth V8         | BRA 10  | SMR Ret | BEL Ret | MON 5   | VZDA 11 | FRA 7   | VB 8    | NEM 5    | MAD 7   | AVT 14  | ITA 14  | POR 10  | ŠPA Ret | MEH 7   | JAP 8   | AVS 4   | 11. | 7   |
| 1988 | Tyrrell Racing Organisation | Tyrrell 017    | Cosworth V8         | BRA Ret | SMR 14  | MON 5   | MEH DNQ | KAN 6   | VZDA 5  | FRA Ret | VB Ret   | NEM 11  | MAD Ret | BEL 12  | ITA DNQ | POR Ret | ŠPA Ret | JAP 12  | AVS Ret | 14. | 5   |
| 1989 | Tyrrell Racing Organisation | Tyrrell 017B   | Cosworth V8         | BRA 7   |         |         |         |         |         |         |          |         |         |         |         |         |         |         |         | 25. | 2   |
| 1989 | Tyrrell Racing Organisation | Tyrrell 018    | Cosworth V8         |         | SMR 6   | MON 9   | MEH Ret | ZDA 9   | KAN Ret | FRA 10  | VB Ret   | NEM Ret | MAD 13  | BEL 14  | ITA Ret | POR 6   | ŠPA 10  | JAP Ret | AVS DNQ | 25. | 2   |